# 西大路吉光
西大路 吉光（にしおおじ よしみつ、1874年（明治7年）11月6日 - 1953年（昭和28年）12月12日）は、大正から昭和期の農林技官、政治家、実業家、華族。貴族院子爵議員。

## 経歴
雅楽部長・竹屋光昭の四男として生まれる。子爵・西大路隆修の死跡を相続し、1896年（明治29年）2月3日、子爵を襲爵した。
1901年（明治29年）東京帝国大学農科大学林学実科を修了。同年、営林技手に就任。以後、同主事兼大林区署書記、山林局技手兼林務官官補、山林技師、林務技師などを歴任し、森林主事教習講師、農商務省嘱託も務めた。
1911年（明治44年）7月10日、貴族院子爵議員に選出され、研究会に所属して活動し、1947年5月2日の貴族院廃止まで在任した。

## 親族
- 養父：西大路隆修
- 父親：竹屋光昭
- 母親：太田信熙の娘。
- 妻：西大路八千代 - 琴陵宥常二女。[1]
  - 長男：西大路隆敏[1]
  - 二男：南隆春 - 南光利養子。[1]
- 実兄：南光利 (男爵)
- 実姉：竹屋津根子 (貞明皇后の典侍)
- 実妹：竹屋志計子 (香淳皇后の女官長)